# Dinho Chingunji
Eduardo Jonatão Samuel "Dinho" Chingunji, né le 7 septembre 1964 à Lubango, est un ingénieur et homme politique angolais .

## Biographie
Né le 7 septembre 1964 à Lubango, capitale de la province angolaise de Huíla, il est le fils du militaire Kafundanga Chingunji. Il porte un nom presque identique à celui de son grand-père, Eduardo Jonatão Chingunji.
Il rejoint l'Union nationale pour l'indépendance totale de l'Angola (UNITA), un groupe rebelle anti-colonial et pro-occidental en Angola. Pendant la guerre civile angolaise (1975-2002), de nombreux membres de la famille de Chingunji, dont le commandant Samwimbila Chingunji et le diplomate Tito Chingunji sont morts dans des circonstances mystérieuses. Des rumeurs attribuent leur mort à des complots d'assassinat ordonnés par le chef de l'UNITA, Jonas Savimbi,.
Dinho échappe à ce destin en étudiant à l'étranger, sous la protection d'un groupe d'intellectuels dissidents de l'UNITA, comprenant Georges Chikoti, Sousa Jamba, Dias Kanombo, Lindo Kanjunju et André Yamba Yamba.
Les troupes angolaises tuent Jonas Savimbi en 2002, mettant ainsi fin à la guerre civile. L'UNITA tient son neuvième Congrès à Viana, du 24 au 27 juin 2003. Chingunji, Isaías Samakuva et Paulo Lukamba Gato candidatent pour la présidence de l'UNITA au Congrès. Chingunji perd lourdement contre Samakuva, n'obtenant que 20 voix contre 1 067 voix pour Samakuva.
En 2005, il est ministre de l'Hôtellerie et du Tourisme.
Il se présente comme tête de liste du Parti nationaliste pour la justice en Angola (P-NJANGO) lors des élections générales angolaises de 2022, mais n'obtient pas de siège à l'Assemblée nationale.